# Michael Merle
Michael Merle (* 1. November 1966 in Marburg) ist ein deutscher Kommunalpolitiker (SPD) und seit 2007 Bürgermeister von Butzbach.
Im Februar 2007 wurde Merle in einer Stichwahl mit 64,0 Prozent der Stimmen für eine sechsjährige Amtszeit zum Bürgermeister von Butzbach gewählt. Merle, der bis zu seiner Wahl ehrenamtlicher Erster Stadtrat gewesen war, hatte bereits seit fast vier Monaten die Amtsgeschäfte geleitet, da der bisherige Bürgermeister Oswin Veith (CDU) im August 2006 zum Ersten Kreisbeigeordneten des Wetteraukreises gewählt worden und deshalb zurückgetreten war. Es folgten zwei Wiederwahlen im ersten Wahlgang; im September 2012 erhielt Merle 62,4 Prozent und im Oktober 2018 54,4 Prozent der Stimmen.
Bei der Bürgermeisterwahl vom 10. November 2024, bei der sich Merle um eine weitere Amtszeit beworben hatte, setzte sich sein Mitbewerber Sascha Huber (CDU) mit einer Mehrheit von 55,19 % gegen ihn durch.
Innerhalb der SPD Butzbach war Merle von 2004 bis 2007 Vorsitzender.